# Smidstrup (Gribskov Kommune)
 For alternative betydninger, se Smidstrup. (Se også artikler, som begynder med Smidstrup)
Smidstrup er en kyst- og sommerhusby i Nordsjælland med 1.157 indbyggere  (2024). Smidstrup ligger i Blistrup Sogn ved Kattegat fire kilometer vest for Gilleleje, tre kilometer øst for Vejby Strand og 12 kilometer nord for Helsinge. Byen ligger i Gribskov Kommune i Region Hovedstaden.
I byen findes Smidstrup Strandkirke.

## Historie
Smidstrup var i middelalderen en landsby.
I 1682 omfattede Smidstrup 6 gårde. Det samlede dyrkede areal udgjorde 283,1 tønder land skyldsat til 41,70 tdr hartkorn. Dyrkningsformen var trevangsbrug.